# Hugo Benedix
Hugo Benedix (5. April 1836 in Solingen – 25. Dezember 1917 in Klotzsche) war ein deutscher Theaterschauspieler, -regisseur und -intendant.

## Leben
Benedix, Sohn des bekannten Lustspieldichters Roderich Benedix, widmete sich zuerst der Landwirtschaft und war schon mit 19 Jahren Oberverwalter auf einem der größten Güter in Kurhessen.
Nach Absolvierung seiner einjährigen Militärdienstzeit widmete er sich der Bühne und trat 1864 als „Rheingraf vom Stein“ im Käthchen von Heilbronn im Stadttheater von Halle zum ersten Mal auf.
Seine nächsten Engagements waren in Rudolstadt, Hanau, Heidelberg, Darmstadt, Amsterdam und an mehreren österreichischen Provinztheatern.
1866 kam er nach Wien; diese Stadt verließ er nicht mehr. Von 1868 bis 1882 war er Regisseur am Karltheater unter Ascher, danach leitete er das Josefstädter Theater 1883 und trat am 1. September 1884 als Oberregisseur in den Verband des Theaters an der Wien, wo er bis 1900 ununterbrochen wirkte. Sodann zog er sich ins Privatleben zurück.
Er starb 1917.
Durch die Heirat seines Vaters mit der nur zwei Jahre jüngeren Leontine Paulmann wurde diese seine Stiefmutter und Therese Paulmann seine Stieftante. Durch die Heirat seiner Schwester Ottilie war er der Schwager von Heinrich Behr.